# Steiner Tor

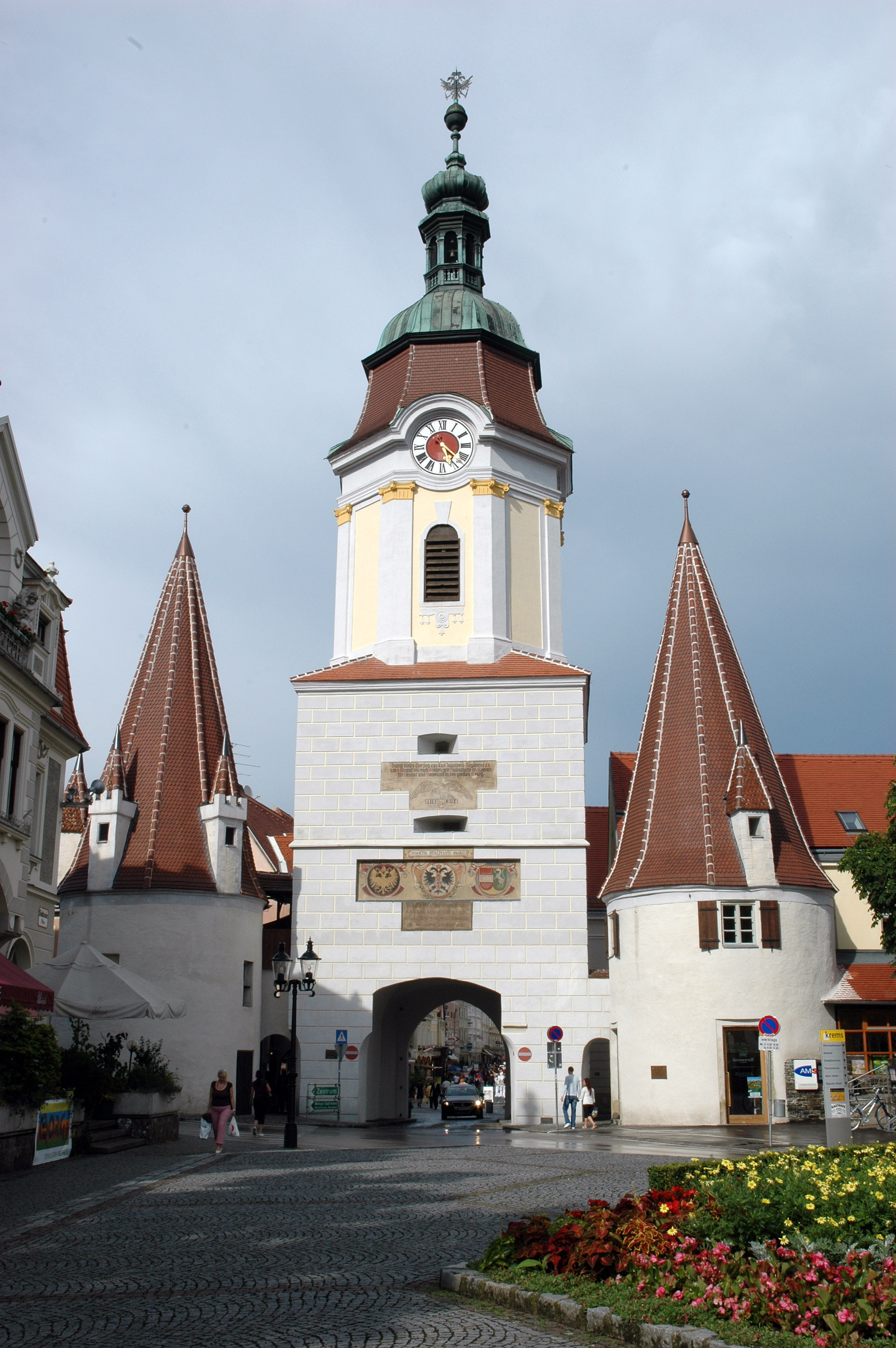
Steiner Tor

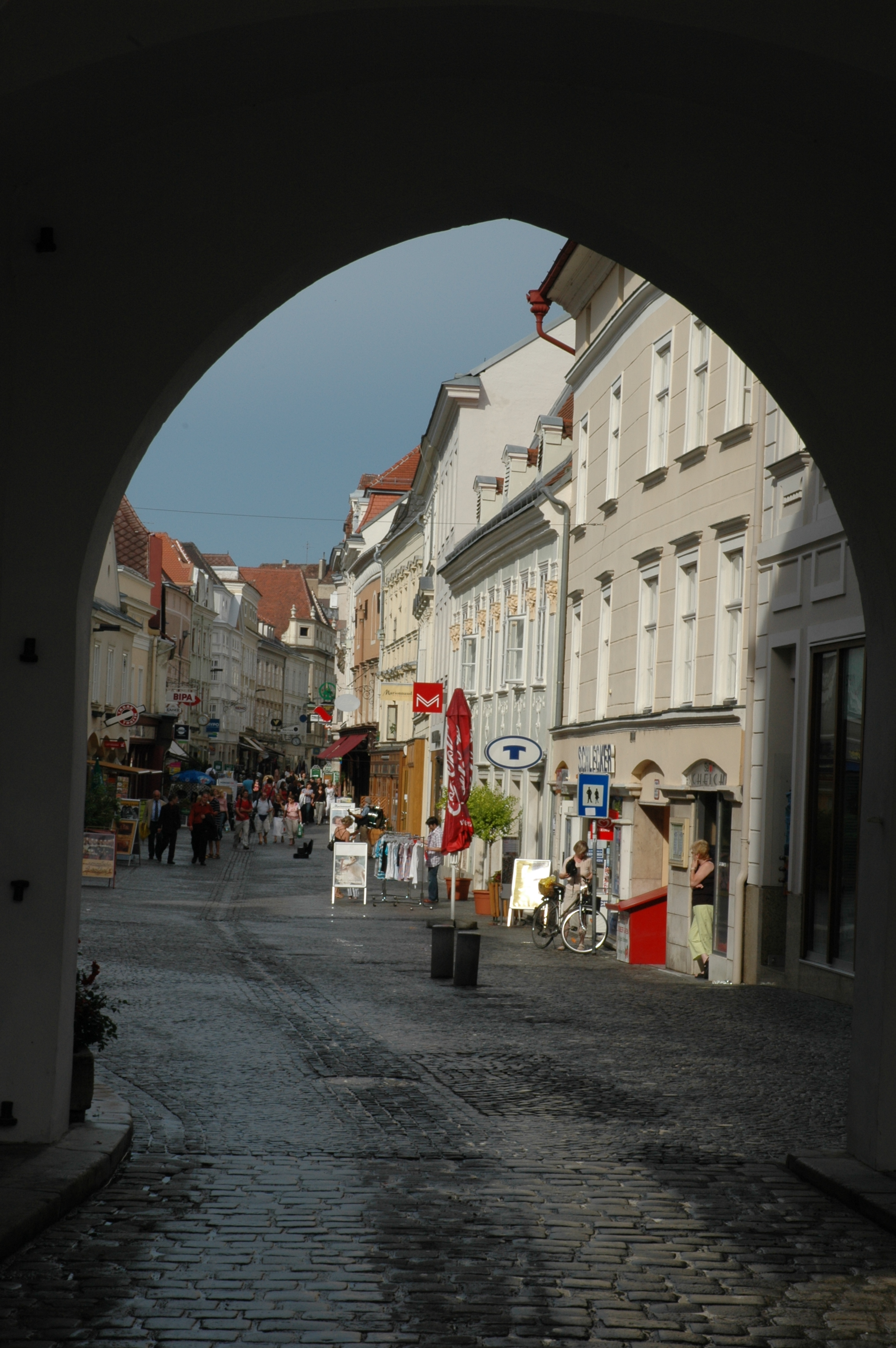
Blick vom Steiner Tor in die Obere Landstraße

Das Steiner Tor ist ein erhalten gebliebenes Stadttor der Stadt Krems an der Donau und gilt als das Wahrzeichen der Stadt. Auf dem heutigen Stadtgebiet stehen noch zwei weitere Tore, das Kremser und das Linzer Tor, allerdings im Stadtteil Stein an der Donau, der eigene Stadtrechte und eine eigene, mit der Kremser Stadtmauer nicht identische, Stadtbefestigung hatte.
Bis ins letzte Drittel des 19. Jahrhunderts war die Stadt Krems von einem Mauerring umgeben. Dieser wurde systematisch geschleift, wobei auch drei Stadttore abgetragen wurden. Für das 2005 durchgeführte 700-Jahr-Jubiläum der Stadtrechte wurde auch das Steiner Tor möglichst originalgetreu restauriert.

## Aussehen
Außen wird das Portal links und rechts von Trabantentürmen flankiert, die, wie das untere Stockwerk des Tores, aus dem späten Mittelalter stammen. Rechts neben dem Torbogen ist ein kleiner Wappenstein eingelassen. Er trägt die Devise Kaiser Friedrichs III., das A.E.I.O.U. und die Jahreszahl 1480 in römischen Zahlzeichen. Wahrscheinlich bedeutet dieses Datum die Wiederherstellung der Befestigungsanlagen, die durch die Zerstörungen durch ungarische Truppen 1477 notwendig geworden war. 
Der Turmaufbau stammt aus wesentlich jüngerer Zeit, er ist barock und wurde in der Regierungszeit Maria Theresias errichtet, ein Chronogramm ergibt aufgelöst die Jahreszahl 1756. Im Mittelpunkt findet man das Wappen der Habsburgermonarchie zur Zeit Maria Theresias, den Doppeladler mit dem Buchstaben M. T. Rechts daneben, der rot-weiß-rote Bindenschild und der Steirische Panther bildeten das Wappen der Stadt von 1453–1463. Kaiser Friedrich III. allerdings „verbesserte“ 1463 das Wappen und schuf das heute noch gültige Stadtsymbol: Römisch deutscher Doppeladler gekrönt mit der Kaiserkrone in den Farben schwarz - gold.

## Umgebung
Außerhalb des Steiner Tores war die Gegend ursprünglich durch Donauüberschwemmungen gefährdet. Der Abbruch der Stadtmauern, die gleichzeitig auch den Hochwasserschutz bildeten, wurde durch die Regulierung des Stromes möglich. Ein an der inneren Seite des Steiner Tores angebrachter Gedenkstein erinnert an eine solche Katastrophe, als 1573 ein Eisstoß eine große Überschwemmung hervorrief.
In unmittelbarer Nähe zum Steiner Tor befindet sich das gleichnamige Einkaufszentrum. 

## Sonstiges
Am 1. Februar 1960 brachte die Österreichische Post zu diesem Motiv eine Dauermarke der Briefmarkenserie Österreichische Baudenkmäler im Wert von 3,40 Schilling heraus.